# 영구 결번 (스포츠)
스포츠에서 영구 결번은 주로 은퇴한 선수 중 팀에 특별히 큰 공헌을 하거나 해외 무대 혹은 국가대표 선수로 차출 되어서도 훌륭한 기량으로  팀의 명예를 드높인 선수를 기념하기 위해 해당 선수가 선수 경력 동안 사용한 등번호를 영구 결번으로 지정하며, 선수 경력 도중 사망 또는 심각한 부상으로 은퇴한 선수를 기리고자 해당 선수가 사용했던 등번호를 영구 결번으로 지정하는 경우도 있다. 특정 등번호가 영구 결번으로 지정되면 팀 차원에서 다른 선수들이 해당 번호를 사용하는 것을 금지하며, 특정 사유로 영구 결번이 해제되어 다른 선수들이 해당 번호를 다시 사용하는 경우도 있다. 주로 등번호를 사용하는 단체 경기인 야구, 축구, 농구, 미식축구, 아이스하키, 크리켓 등에서 영구 결번이 지정된다.
때때로 영구 결번을 hanging from the rafters(→서까래에 매단 것)이라고 표현하며, 이는 NBA의 팀들이 실제로 영구 결번으로 지정된 등번호가 새겨진 유니폼을 자신들의 홈 경기장 서까래에 매달아놓은 데에서 유래한다. 공식적인 최초의 영구 결번은 1935년 뉴욕 자이언츠의 선수였던 레이 플래허티를 기념하기 위해 지정된 1번이다.

## 야구

### 대한민국
| 구단          | 번호 | 선수명 | 활동 기간             | 비고                                                       |
| ------------- | ---- | ------ | --------------------- | ---------------------------------------------------------- |
| KIA 타이거즈  | 7    | 이종범 | 1993–1997 / 2001–2012 | 前 KT 위즈 외야·주루 코치                                  |
| KIA 타이거즈  | 18   | 선동열 | 1985–1995             | 前 대한민국 야구 국가대표팀 감독                           |
| LG 트윈스     | 9    | 이병규 | 1997–2006 / 2010–2016 | 現 LG 트윈스 2군 감독                                      |
| LG 트윈스     | 33   | 박용택 | 2002-2020             | 現 KBS N 스포츠 야구 해설위원                              |
| LG 트윈스     | 41   | 김용수 | 1985–2000             |                                                            |
| SSG 랜더스    | 26   | 박경완 | 2003–2013             | 現 LG 트윈스 배터리코치                                    |
| 두산 베어스   | 21   | 박철순 | 1982–1996             |                                                            |
| 두산 베어스   | 54   | 김영신 | 1985–1986             | 사후 영구 결번으로 지정                                    |
| 롯데 자이언츠 | 11   | 최동원 | 1981 / 1983–1988      | 사후 영구 결번으로 지정                                    |
| 롯데 자이언츠 | 10   | 이대호 | 2001-2011 / 2017-2022 |                                                            |
| 삼성 라이온즈 | 10   | 양준혁 | 1993–1998 / 2002–2010 | MBC 스포츠+ 해설위원                                       |
| 삼성 라이온즈 | 21   | 오승환 | 2005-2013 / 2020-2025 |                                                            |
| 삼성 라이온즈 | 22   | 이만수 | 1982–1997             |                                                            |
| 삼성 라이온즈 | 36   | 이승엽 | 1995–2003 / 2012–2017 | 前 두산 베어스 감독                                        |
| 한화 이글스   | 21   | 송진우 | 1989–2009             |                                                            |
| 한화 이글스   | 23   | 정민철 | 1992–1999 / 2002–2009 | MBC 스포츠+ 해설위원                                       |
| 한화 이글스   | 35   | 장종훈 | 1986–2005             |                                                            |
| 한화 이글스   | 52   | 김태균 | 2001-2011 / 2012–2020 | 現 KBS N 스포츠 야구 해설위원, 한화 이글스 단장 어드바이저 |

### 일본
| 구단                     | 번호 | 선수명            | 활동 기간                    | 비고                    |
| ------------------------ | ---- | ----------------- | ---------------------------- | ----------------------- |
| 요미우리 자이언츠        | 1    | 오 사다하루       | 1959–1980                    |                         |
| 요미우리 자이언츠        | 3    | 나가시마 시게오   | 1958–1974                    |                         |
| 요미우리 자이언츠        | 4    | 구로사와 도시오   | 1944 / 1946–1947             | 사후 영구 결번으로 지정 |
| 요미우리 자이언츠        | 14   | 사와무라 에이지   | 1936–1943                    | 사후 영구 결번으로 지정 |
| 요미우리 자이언츠        | 16   | 가와카미 데쓰하루 | 1938–1958                    |                         |
| 요미우리 자이언츠        | 34   | 가네다 마사이치   | 1965–1969                    |                         |
| 한신 타이거스            | 10   | 후지무라 후미오   | 1936–1938 / 1943–1956 / 1958 |                         |
| 한신 타이거스            | 11   | 무라야마 미노루   | 1959–1972                    |                         |
| 한신 타이거스            | 23   | 요시다 요시오     | 1953–1969                    |                         |
| 주니치 드래건스          | 10   | 핫토리 쓰구히로   | 1939–1941 / 1946–1958        |                         |
| 주니치 드래건스          | 15   | 니시자와 미치오   | 1936–1958                    |                         |
| 히로시마 도요 카프       | 3    | 기누가사 사치오   | 1965–1987                    |                         |
| 히로시마 도요 카프       | 8    | 야마모토 고지     | 1969–1986                    |                         |
| 히로시마 도요 카프       | 15   | 구로다 히로키     | 1997–2007 / 2015-2016        |                         |
| 사이타마 세이부 라이온스 | 24   | 이나오 가즈히사   | 1956–1969                    |                         |

### 미국
미국 메이저 리그 베이스볼에서 처음으로 영구 결번의 영예를 안은 선수는 뉴욕 양키스의 루 게릭이다. 1939년 7월 4일, 루 게릭의 등번호 4번이 영구 결번으로 지정되었다. 이후 120여명의 등번호가 각 팀의 영구 결번으로 지정되었다.
브루클린 다저스 재키 로빈슨의 등번호 42번은 1997년 4월 15일 그의 입단 50주년을 기념하여 메이저 리그 전체에서 영구 결번으로 지정되었으며 어떤 팀에서도 42번을 달 수 없다. 하지만 지정 당시 42번을 쓰던 7명은 계속 그 번호를 사용할 수 있다. 그러나 42번을 쓰는 마지막 현역 선수였던 뉴욕 양키스의 마리아노 리베라가 2013년  은퇴를 결심하여 2014년부터 메이저 리그에서는 42번을 달고 있는 선수를 볼 수 없다.

## 축구
| 구단                       | 국가       | 등번호 | 선수명                | 활동 기간                         | 비고                    |
| -------------------------- | ---------- | ------ | --------------------- | --------------------------------- | ----------------------- |
| 스코다 크산티 FC           | 그리스     | 13     | 올루바요 아데페미     | 2011                              | 사후 영구 결번으로 지정 |
| AFC 아약스                 | 네덜란드   | 14     | 요한 크라위프         | 1964–1973 / 1983–1984             |                         |
| FC 위트레흐트              | 네덜란드   | 4      | 다비드 디 토마소      | 2004–2005                         | 사후 영구 결번으로 지정 |
| 부산 아이파크              | 대한민국   | 16     | 김주성                | 1987–1992 / 1994–1999             | K리그 최초              |
| 수원 삼성 블루윙즈         | 대한민국   | 38     | 윤성효                |                                   |                         |
| 전북 현대 모터스           | 대한민국   | 20     | 이동국                | 2009-2020                         |                         |
| PFC CSKA 모스크바          | 러시아     | 16     | 세르히 페르쿤         | 2001                              | 사후 영구 결번으로 지정 |
| CF 몬테레이                | 멕시코     | 51     | 안토니오 데 니그리스  | 1999–2002 / 2006                  | 사후 영구 결번으로 지정 |
| CF 파추카                  | 멕시코     | 17     | 에르난 메드포르드     | 1994–1997                         |                         |
| 뉴욕 코스모스              | 미국       | 9      | 조르조 키날리아       | 1976–1983                         |                         |
| 뉴욕 코스모스              | 미국       | 10     | 펠레                  | 1975–1977                         |                         |
| 레알 솔트레이크            | 미국       | 9      | 제이슨 크라이스       | 2005–2007                         |                         |
| 로스앤젤레스 갤럭시        | 미국       | 13     | 코비 존스             | 1996–2007                         |                         |
| PFC 로코모티프 플로브디프  | 불가리아   | 8      | 흐리스토 보네프       | 1963–1967 / 1968–1979 / 1982–1984 |                         |
| SE 파우메이라스            | 브라질     | 12     | 마르쿠스              | 1993–2012                         |                         |
| 헬싱보리 IF                | 스웨덴     | 17     | 헨리크 라르손         | 1992–1993 / 2006–2009             |                         |
| RCD 에스파뇰               | 스페인     | 21     | 다니엘 하르케         | 2002–2009                         | 사후 영구 결번으로 지정 |
| 레알 베티스                | 스페인     | 26     | 미키 로케             | 2010–2012                         | 사후 영구 결번으로 지정 |
| SK 슈투름 그라츠           | 오스트리아 | 7      | 마리오 하스           | 1993–1999 / 2000–2005 / 2006–2012 |                         |
| 에스테글랄 FC              | 이란       | 7      | 파하드 마지디         | 1997–1999 / 2000 / 2007–2013      |                         |
| 페르세폴리스 FC            | 이란       | 7      | 알리 파르빈           | 1970–1988                         |                         |
| 하포엘 베르셰바 FC         | 이스라엘   | 6      | 차스웨 은소프와       | 2007                              | 사후 영구 결번으로 지정 |
| AC 밀란                    | 이탈리아   | 3      | 파올로 말디니         | 1984–2009                         |                         |
| AC 밀란                    | 이탈리아   | 6      | 프란코 바레시         | 1977–1997                         |                         |
| AS 리보르노 칼초           | 이탈리아   | 25     | 피에르마리오 모로시니 | 2012                              | 사후 영구 결번으로 지정 |
| FC 인테르나치오날레 밀라노 | 이탈리아   | 3      | 자친토 파케티         | 1961–1978                         | 사후 영구 결번으로 지정 |
| FC 인테르나치오날레 밀라노 | 이탈리아   | 4      | 하비에르 사네티       | 1995–2014                         |                         |
| SSC 나폴리                 | 이탈리아   | 10     | 디에고 마라도나       | 1984–1991                         |                         |
| 브레시아 칼초              | 이탈리아   | 10     | 로베르토 바조         | 2000–2004                         |                         |
| 비첸차 칼초                | 이탈리아   | 25     | 피에르마리오 모로시니 | 2007–2009 / 2011                  | 사후 영구 결번으로 지정 |
| 칼리아리 칼초              | 이탈리아   | 11     | 루이지 리바           | 1963–1978                         |                         |
| 요코하마 F. 마리노스       | 일본       | 3      | 마쓰다 나오키         | 1995–2010                         | 사후 영구 결번으로 지정 |
| 후지에다 MYFC              | 일본       | 2      | 사이토 도시히데       | 2009–2013                         |                         |
| 맨체스터 시티 FC           | 잉글랜드   | 23     | 마르크비비앙 푀       | 2002–2003                         | 사후 영구 결번으로 지정 |
| 웨스트 햄 유나이티드 FC    | 잉글랜드   | 6      | 보비 무어             | 1958–1974                         | 사후 영구 결번으로 지정 |
| 웨스트 햄 유나이티드 FC    | 잉글랜드   | 38     | 딜런 톰바이즈         | 2012–2014                         | 사후 영구 결번으로 지정 |
| 퀸즈 파크 레인저스 FC      | 잉글랜드   | 31     | 레이 존스             | 2006–2007                         | 사후 영구 결번으로 지정 |
| SK 디나모 체스케부데요비체 | 체코       | 8      | 카렐 포보르스키       | 1991–1994 / 2005–2007             |                         |
| SL 벤피카                  | 포르투갈   | 29     | 페헤르 미클로시       | 2002–2004                         | 사후 영구 결번으로 지정 |
| CS 스당 아르덴             | 프랑스     | 29     | 다비드 디 토마소      | 2000–2004                         | 사후 영구 결번으로 지정 |
| RC 랑스                    | 프랑스     | 17     | 마르크비비앙 푀       | 1995–1999                         | 사후 영구 결번으로 지정 |
| 올랭피크 드 마르세유       | 프랑스     | 21     | 술레만 디아와라       | 2009–2014                         |                         |
| 올랭피크 드 마르세유       | 프랑스     | 28     | 마티외 발뷔에나       | 2006–2014                         |                         |
| 부다페스트 혼베드 FC       | 헝가리     | 10     | 푸슈카시 페렌츠       | 1939–1956                         |                         |

### 특별 사례
- 세비야 FC
  - 16 - 안토니오 푸에르타가 2007-08 프리메라리가 개막전인 헤타페 CF와의 경기 도중 심장마비로 사망하자, 구단은 16번을 임시로 영구 결번으로 결정하였다. 하지만, 각 구단은 반드시 1번부터 25번까지만 사용해야 한다는 스페인 축구 협회의 규정에 따라, 그의 친구인 다비드 프리엔토가 번호를 물려받게 되었다.
- 아르헨티나 축구 국가대표팀
  - 10 - 아르헨티나 축구 협회는 디에고 마라도나를 기념하기 위해서 2001년 10월부터 10번을 영구 결번으로 지정하였고, 2002년 FIFA 월드컵 엔트리에 10번을 제외한 1번부터 24번까지의 명단을 제출하였다. 하지만 FIFA는 이를 거절하였고, FIFA 회장인 제프 블라터는 대신 제3골키퍼인 로베르토 보나노에게 10번을 줄 것을 제안하였다. 결국 아르헨티나 축구 협회는 원래 23번을 달고 있었던 아리엘 오르테가가 10번을 다는 것으로 명단을 수정하였고, 이후 아르헨티나 대표팀 선수들은 10번 유니폼을 입고 있다.

### 팬 헌정
몇몇의 축구 클럽팀들은 팀의 '12번째 선수'인 서포터들을 위해 12번을 영구 결번으로 정하기도 한다.
- 대한민국
  - 전북 현대 모터스
  - FC 서울
  - 서울 유나이티드 FC
  - 인천 유나이티드 FC
  - 대구 FC
  - 부천 FC 1995
  - 울산 현대 축구단
  - 부산 아이파크
- 일본
  - 요코하마 F. 마리노스
- 네덜란드
  - PSV 에인트호번
- 독일
  - FC 바이에른 뮌헨
  - SV 베르더 브레멘
- 브라질
  - CR 플라멩구
- 이탈리아
  - SS 라치오
  - 파르마 FC
- 잉글랜드
  - 포츠머스 FC
- 터키
  - 페네르바체 SK

## 농구
| 구단                   | 리그             | 등번호 | 선수명      | 활동 기간                   |
| ---------------------- | ---------------- | ------ | ----------- | --------------------------- |
| 고양 오리온스          | 한국프로농구     | 10     | 김병철      | 1997–2011                   |
| 서울 SK 나이츠         | 한국프로농구     | 10     | 문경은      | 2006–2010                   |
| 서울 SK 나이츠         | 한국프로농구     | 13     | 전희철      | 2004–2008                   |
| 서울 삼성 썬더스       | 한국프로농구     | 10     | 김현준      | 1983–1995                   |
| 울산 모비스 피버스     | 한국프로농구     | 10     | 우지원      | 2002–2010                   |
| 울산 모비스 피버스     | 한국프로농구     | 14     | 김유택      | 1987–2002                   |
| 원주 동부 프로미       | 한국프로농구     | 9      | 허재        | 1999–2005                   |
| 원주 동부 프로미       | 한국프로농구     | 32     | 김주성      | 2002~2017                   |
| 부산 KCC 이지스        | 한국프로농구     | 4      | 추승균      | 1997–2012                   |
| 부산 KCC 이지스        | 한국프로농구     | 11     | 이상민      | 1995 / 1997–2007            |
| 안양 KGC인삼공사       | 한국프로농구     | 11     | 양희종      | 2007-2023                   |
| 용인 삼성생명 블루밍스 | 한국여자프로농구 | 11     | 박정은      | 1995–2013                   |
| 용인 삼성생명 블루밍스 | 한국여자프로농구 | 5      | 이미선      | 1997–2016                   |
| 청주 KB국민은행 스타즈 | 한국여자프로농구 | 10     | 변연하      | 삼성 1999-2008 KB 2008-2016 |
| 인천 신한은행 에스버드 | 한국여자프로농구 | 0      | 전주원      | 1991–2011                   |
| 상하이 샤크스          | 중국 농구 협회   | 15     | 야오밍      | 1997-2011                   |
| 시카고 불스            | 전미 농구 협회   | 23     | 마이클 조던 | 1984-2003                   |

## 배구
| 구단                         | 리그   | 등번호 | 선수명 | 활동 기간                         |
| ---------------------------- | ------ | ------ | ------ | --------------------------------- |
| 화성 IBK기업은행 알토스      | V-리그 | 9      | 김사니 | 2014-2017                         |
| 김천 한국도로공사 하이패스   | V-리그 | 5      | 이효희 | 2014-2020                         |
| 수원 현대건설 힐스테이트     | V-리그 | 7      | 고유민 | 2013-2020                         |
| 인천 흥국생명 핑크스파이더스 | V-리그 | 10     | 김연경 | 2005-2009 / 2020-2021 / 2022-2025 |

## 아이스하키
웨인 그레츠키의 등번호 99번은 1999년 11월 22일 NHL 전체에서 영구 결번으로 지정되었다.

## 같이 보기
- WKBL 영구 결번 목록
- 영구 결번